# Роберт Вентури
Роберт Вентури (енгл. Robert Venturi; Филаделфија, 25. јун 1925 — Филаделфија , 18. септембар 2018) био је архитекта из Филаделфије САД, који је радио са Ером Сариненом и Луисом Каном пре него што је основао своју сопствену фирму. Роберт Вентури је добитник Прицерове награде 1991. године.
Критика Вентуријевог рада је била контроверзна и његов рад је често оцењиван као контрареволуционаран.
Вентури је преминуо 18. септембра 2018. године у Филаделфији од последица Алцхајмерове болести. Имао је 93 године.
Важна дела његове фирме су:
- Зграда градске владе у Тулузу у Француској
- Гилд Хаус у Филаделфији
- Кућа Ване Вентури у Филаделфији